# 내분비계

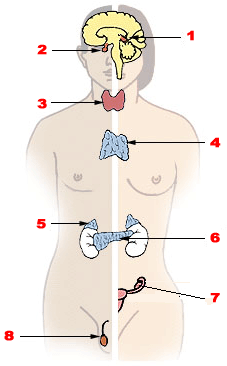
주요 내분비선 (왼쪽은 남성, 오른쪽은 여성이다.) 1. 송과선 2. 뇌하수체 3. 갑상선 4. 흉선 5. 부신 6. 췌장 7. 난소 8. 정소

내분비계통(內分泌系統, 영어: endocrine system)은 동물의 몸에서 호르몬을 분비하는 기관들의 모임을 말한다.
이 기관들은 몸의 물질 대사, 생장, 조직을 통제하며, 기분까지 통제한다. 내분비계통의 이상에 대한 의학 분야는 내분비학이라고 하는데, 내과학이라는 더 넓은 분야에서 파생된 학문이다.
호르몬은 세포 외 전달 물질로서 따로 운반하는 관이 없는 형태로 혈액이나 림프관속으로 스며들어 이동하며, 표적 기관에 도달해 적절한 작용을 일으킨다. 이러한 내분비계통의 이상은, 전반적 생리기능의 저하와 이상현상을 야기한다.

## 내분비계
- 척추동물의 내분비기관
  - 뇌하수체
  - 솔방울샘
  - 갑상샘
  - 부갑상샘
  - 가슴샘
  - 부신
  - 곁신경절
  - 췌장
    - 랑게르한스섬

  - 정소의 간세포
  - 난소
    - 난소의 황체

  - 태반

- 무척추동물의 내분비기관 (탈피, 변태, 휴면 조절)
  - 뇌
  - 알라타체
  - 풋가슴샘
  - 식도하절신경

- 갑각류
  - X기관
  - Y기관

## 같이 보기
- 내분비샘
- 외분비계
- 외분비샘
- 내분비학
- 신경전달물질